# Edit Gyömrői

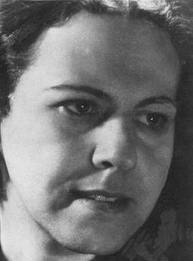
Edit Gyömrői

Edit Gyömrői (Vorname auch: Edith; Familienname auch: Gelb, Rényi, Glück, Újvári, Ludowyk-Gyömrői; geboren 8. September 1896 in Budapest, Österreich-Ungarn; gestorben 11. Februar 1987 in London) war eine ungarische Psychoanalytikerin.

## Leben
Edit Gelb wurde als Tochter des jüdischen Möbelfabrikanten und Hofrats András Gelb und seiner Frau Ilona Pfeifer in großbürgerlichen Verhältnissen geboren. 1899 magyarisierten die Eltern den Familiennamen zu Gyömrői und konvertierten zum Katholizismus. Ihr Onkel István Hollós gehörte mit Sándor Ferenczi und Imre Hermann (1899–1984) zu den Gründern der Budapester Psychoanalytischen Vereinigung. Edit besuchte zunächst eine Kunstgewerbliche Fachschule und heiratete 1914 den Ingenieur Ervin Rényi, mit dem sie in Wien einen Sohn Gábor hatte. Gábor Rényi kam im Zweiten Weltkrieg in einem ungarischen Zwangsarbeitslager für Juden um. Nach ihrer Scheidung und Rückkehr nach Budapest 1918 schloss sie Freundschaft mit Anna Lesznai und kam durch sie zum Budapester „Sonntagskreis“ (Vasárnap-Társaság), der von György Lukács im Haus von Béla Balázs geleitet wurde. Im Sonntagskreis war auch der Psychologe René A. Spitz, den sie bereits aus dem Galilei-Kreis kannte. Beim 5. Internationalen Psychoanalytischen Kongress vom 26. bis 28. September 1918 in Budapest saß sie im Publikum.
In der Zeit der Ungarischen Räterepublik erhielt sie wie die meisten Mitglieder des Sonntagskreises eine Funktion bei Ernö Lorsy im Volkskommissariat für das Unterrichtswesen und nach der Niederschlagung der Räterepublik flüchtete sie nach Wien. Sie schrieb Gedichte und versuchte sich und ihr Kind mit kunstgewerblichen Arbeiten durchzubringen. In Wien begann eine langanhaltende literarische Freundschaft mit Hermann Broch, der zwei ihrer Gedichte übersetzte. Von dort ging sie 1923 nach Klausenburg und Ungvár und zog anschließend mit ihrem nächsten Mann Laszlo Glück (Lászlo Tolgy) nach Berlin, wo sie sich ohne ein vorheriges medizinisches Studium zur Psychoanalytikerin ausbildete. Ihren Lebensunterhalt bestritt sie mit Kostümdesign, so auch bei einer Filmproduktion mit Elisabeth Bergner. In Berlin war sie journalistisch bei der Roten Hilfe aktiv und war bis zu ihrem Ausschluss im Jahr 1934 Mitglied der KPD. Bei Otto Fenichel begann sie 1929 eine Lehranalyse, die sie 1932 abschloss. Sie wurde 1933 als Mitglied in die Deutsche Psychoanalytische Gesellschaft aufgenommen. Von 1934 bis 1945 gehörte sie zum engeren Kreis der freudomarxistischen Opposition innerhalb der Psychoanalyse um Otto Fenichel. Die Mitglieder dieser informellen Gruppe, die nach dem 1934 erfolgten Ausschluss Wilhelm Reichs aus den psychoanalytischen Organisationen nicht mehr offen auftrat, waren die acht oder neun Empfänger der von Fenichel unter strengster Geheimhaltung versandten „Rundbriefe“.
Nach der Machtübergabe an die Nationalsozialisten in Deutschland schmuggelte sie Materialien des Reichstagsbrandprozesses in die Schweiz, floh nach Prag und kehrte von dort nach Budapest zurück, wo sie als Analytikerin praktizierte. Zwischen Ende 1934 und Ende 1936 wurde der ungarische Dichter und Kommunist Attila József ihr Analysand, der sich in sie verliebte und über ihre Abweisung das Gedicht Die du zu lieben feig bist schrieb. Die Analyse verschlechterte den Gesundheitszustand Józsefs und Gyömrői musste die Behandlung des Patienten an Róbert Bak abgeben. József hatte während der Analyse ein Tagebuch Szabad-ötletek jegyzéke („Verzeichnis freier Ideen“) angelegt. Er beging 1937 Suizid. Gyömrői nahm 1935 und 1937 an der von Fenichel und Paul Federn organisierten Vierländerkonferenz der Psychoanalytiker und an den Internationalen Psychoanalytischen Kongressen 1936 in Marienbad und 1938 in Paris teil.
Der zunehmende Antisemitismus unter dem autoritären ungarischen Regime von Miklós Horthy veranlasste sie 1938 mit ihrem dritten Ehemann László Újvári zur Auswanderung in die britische Kolonie Ceylon. Nach Újváris Tod heiratete sie dort 1941 E.F.C. Ludowyk (1906–1985), Literaturprofessor am University College in Colombo und Shakespeare-Forscher. Auch in Ceylon arbeitete sie – mit Einschränkungen – als Psychoanalytikerin. Sie war auch dort in der Kommunistischen Partei tätig und war Mitgründerin einer ceylonesischen sozialistischen Frauenorganisation. An der University of Ceylon promovierte sie mit einer religionsgeschichtlichen Arbeit.
Aus gesundheitlichen Gründen zog Gyömrői 1956 nach London, knüpfte von dort auch wieder den Kontakt zu den Kollegen in Ungarn und machte in den siebziger Jahren eine vielbeachtete Reise nach Budapest.

## Schriften
- Edit Rényi: Rényi Edit versei, Budapest Benkö Gy., 1919.
- Edith Ludowyk Gyömrői: Miracle and Faith in Early Buddhism, Gépirat, 1947.
- E. Ludowyk: Pubertätsriten der Mädchen in einer in Umwandlung begriffenen Gesellschaft, in: Maria Pfister-Ammende (Hrsg.): Geistige Hygiene. Forschung und Praxis, Schwabe, Basel 1955, S. 237–251.
- Edith Ludowyk Gyomroi: The analysis of a young concentration camp victim, in: The Psychoanalytic Study of the Child, Bd. 18, 1963, S. 484–510, DOI:10.1080/00797308.1963.11822940.
  - Edith Ludowyk Gyömröi: Die Psychoanalyse eines jungen Konzentrationslageropfers, in: Psyche, Bd. 20, 1966, S. 401–426.
- Edit Rényi: Megbékélés („Aussöhnung“), Magvetö kiadó, Budapest 1979.